# سرقت رامبراند
سرقت رامبراند (انگلیسی: Stealing Rembrandt) فیلمی در ژانر کمدی است که در سال ۲۰۰۳ منتشر شد.

## بازیگران
- نیکلاس برو
- سورن پیلمارک
- اوله ارنست
- پاپریکا استین
- دیوید بیتسون
- نیکولای لی کاس
- نیکلای کاستر-والدو
- سونیا ریختر
- یاکوب سیدرگرین
- لارس بریگمن